# Acacia volubilis
Acacia volubilis es una planta leguminosa del género Acacia, que pertenece a la familia Fabaceae. Es originaria de Australia.

## Descripción
Es un denso  arbusto compacto en forma de cúpula, nervudo enredado que alcanza un tamaño de 0.3-0.4 m de altura y 1 m de ancho. Tiene  flores amarillas con cabezas globulares.

## Taxonomía
Acacia volubilis fue descrita por Ferdinand von Mueller y publicado en Fragmenta Phytographiæ Australiæ 10: 98. 1877.
Etimología
Acacia: nombre genérico derivado del griego ακακία (akakia), que fue otorgado por el botánico Griego Pedanius Dioscorides (A.C. 90-40) para el árbol medicinal A. nilotica en su libro De Materia Medica. El nombre deriva de la palabra griega, ακις (akis, espinas).
volubilis: epíteto latino que significa "retorcido".